# 조인구
조인구(1958년 ~ )는 에모리 대학교의 경제학과 교수이다. 1981년 서울대학교 경제학부를 졸업한 후, 프린스턴 대학교에서 경제학 박사 학위를 취득했다. 2002년 한국 경제학자 중 최초로 이코노메트리카의 fellow로 선출되었다. 게임이론의 세계적 권위자로 알려져 있으며, 1997년 서울대학교 경제학과 교수로 임용되었으나 열악한 연구환경에 실망하여 미국으로 다시 돌아가 당시 서울대 교수 사회에 큰 충격을 준 것으로 유명하다.
그의 대표적 논문으로서 D. Kreps와 함께 1987년 발표한 “Signaling Game and Stable Equilibria."는 게임이론분야에서 매우 중요한 논문의 반열에 올라있으며, 서강대학교의 왕규호 교수와 함께 저술한 "게임이론"은 현재 한국 대학의 경제학과에서 가장 많이 쓰이는 학부용 게임이론 교과서 가운데 하나이다.